# Hampden (Dakota Północna)
Hampden – miasto w Stanach Zjednoczonych, w stanie Dakota Północna, w hrabstwie Ramsey.
Pierwsi osadnicy pojawili się w Hampden (wówczas znanym jako Northfield, nazwanym na cześć miejscowości o takiej samej nazwie w Minnesocie) w 1898 roku. Hampden rozwijało się gospodarczo dzięki linii kolejowej, doprowadzonej w 1904 roku. 